# بيتر بونيتي
بيتر بونيتي (بالإنجليزية: Peter Bonetti) مواليد 27 سبتمبر 1941 في لندن، إنجلترا، هو لاعب كرة قدم إنجليزي دولي سابق كان يلعب كحارس مرمى. سبق له أن لعب في كأس العالم لكرة القدم مع منتخب بلاده.

## المسيرة الاحترافية

### أندية لعب لها
- تشيلسي
- دندي يونايتد

## روابط خارجية
- بيتر بونيتي على موقع الاتحاد الدولي (مؤرشف)  (الإنجليزية)
- بيتر بونيتي على موقع قاعدة بيانات كرة القدم.إي يو (الإنجليزية)
- بيتر بونيتي على موقع ناشيونال فوتبول تيمز (الإنجليزية)
- بيتر بونيتي على موقع Soccerbase.com (لاعب) (الإنجليزية)
- بيتر بونيتي على موقع عالم كرة القدم.نت (الإنجليزية)